# 阿什 (密蘇里州)
阿什（英語：Ash）是位於美國密蘇里州門羅縣的非建制地區。

## 歷史
阿什的郵局於1884年設立，其後於1904年停運。當地於1925年時共有人口36人。

## 地理
阿什所處的海拔為高於海平面246米（即807英呎），而該地所採用的時區為UTC-6，即北美中部時區（CST）。同時該地設有夏令時間，為UTC-6調快一小時，即UTC-5（CDT）。